# Windows Internal Database
Windows Internal Database (кодовое имя WYukon, иногда упоминается как SQL Server Embedded Edition) — один из вариантов SQL Server Express 2005, входящий в состав Windows Server 2008, а также поставляемый с некоторыми другими бесплатными продуктами Microsoft, выпущенными после 2007 года и требующими для своей работы использование баз данных SQL Server. Windows SharePoint Services 3.0 и Windows Server Update Services 3.0 включают в себя Windows Internal Database, который может быть использован в качестве альтернативы применению розничной версии SQL Server. WID — 32-битное приложение, даже несмотря на то, что является компонентом 64-битного Windows Server 2008, устанавливающееся в каталог C:\Program Files (x86)\Microsoft SQL Server.
Windows Internal Database недоступно как отдельный продукт для использования в приложениях конечных пользователей — для этих целей Microsoft позиционирует SQL Server Express и Microsoft SQL Server. Кроме того, WID был спроектирован только для работы со службами Windows, запущенными на этой же машине.
Некоторые компоненты Windows Server 2008 используют Windows Internal Database для хранения своих данных: Active Directory Rights Management Services, Windows System Resource Manager, UDDI Services и Windows SharePoint Services. На Windows Server 2003, SharePoint и Windows Server Update Services будет установлена Windows Internal Database и будет использоваться как хранилище данных по умолчанию, в случае отсутствия в наличии розничной версии SQL Server. Статья в базе знаний (Knowledge Base), опубликованная Microsoft, утверждает, что Windows Internal Database не идентифицирует себя как отключаемый компонент (removable component), и содержит указания, как его (WIB) можно деинсталлировать при помощи Windows Installer.
SQL Server Management Studio Express можно использовать для связи с экземпляром Windows Internal Database задав в качестве имени сервера для Windows Server 2003-2008 R2 \\.\pipe\mssql$microsoft##ssee\sql\query , и начиная с Windows Server 2012 \\.\pipe\MICROSOFT##WID\tsql\query .